# (51829) Уиллимаккул
(51829) Уиллимаккул (англ. Williemccool) — астероид главного пояса, который был открыт 21 июля 2001 года в рамках программы NEAT по поиску околоземных астероидов в Паломарской обсерватории, США и назван в честь американского астронавта Уильяма Маккула, погибшего 1 февраля 2003 года в результате катастрофы шаттла «Колумбия».
Астероид Уиллимаккул — один из семи астероидов, открытых в Паломарской обсерватории в середине июля 2003 года, названных в память о погибших астронавтах "Колумбии".